# 松田知幸
松田 知幸（まつだ ともゆき、1975年12月12日-）は、神奈川県横浜市戸塚区出身のピストル射撃選手、警察官。神奈川県警警務部教養課勤務。北京オリンピック、ロンドンオリンピック、リオデジャネイロオリンピック代表で、3大会連続出場となる。横浜市立汲沢中学校、横浜商科大学高等学校卒業。高校時代はバレーボール部に所属していた。警察官としての階級は警部補である。

## 略歴
- 2006年 クロアチア・ザグレブでの世界射撃選手権50mピストルで36位、エアピストルで55位。
- 2007年 W杯で5位。北京オリンピックの代表に決定。
- 2008年5月18日 W杯ミュンヘン大会50mピストルで優勝。
- 2008年北京オリンピックでは、男子50mピストルで8位入賞。エアピストルは18位であった。
- 2010年8月1日、ドイツ・ミュンヘンでの世界射撃選手権男子50mピストルとエアピストルの二種目で優勝した[2]。これにより、2012年ロンドンオリンピック日本人選手出場決定第1号となった[3]。またこれにより日本スポーツ振興センターの強化費給付が最高ランクになった[4]。ドイツから帰国後、記者に囲まれた際にはジーンズ姿だったため、同姓の松田優作が太陽にほえろ!で演じた「ジーパン刑事」という愛称で報道された[5]。ただし松田は刑事部の所属ではなく、「ジーパン」こと柴田純は「銃嫌い」という設定である。
- 2012年7月28日、ロンドンオリンピックの男子エアピストル競技の予選に出場し、13位となり、決勝に進めず予選で敗退した。続く8月5日の男子50メートルピストルの予選に出場するも、11位で予選敗退となった[6]。
- 2014年、スペイン・グラナダでの世界射撃選手権の50mピストルに出場し6位になった。
- 2016年8月、リオデジャネイロオリンピックの10mエアピストルの予選に出場し22位となった。そして50mピストルの予選に出場したが19位であった。松田はエアピストル、ピストルともに予選敗退となった。
- 2018年8月、ジャカルタアジア競技大会の混合エアピストルに佐藤明子と組んで出場したが4位に終わった。さらに10mエアピストルでは銀メダルを獲得した。
- 2020年12月、引退したことが判明。[7]

## 脚註